# Kommentar (Literaturwissenschaft)
Ein literaturwissenschaftlicher Kommentar (auch philologischer Kommentar, oder, in eindeutigem Zusammenhang, kurz Kommentar) ist die Sammlung von Anmerkungen zu einem literarischen Text, welche das Verständnis des Textes erleichtern beziehungsweise ermöglichen sollen.
Ein Kommentar stellt heute in der Regel Entstehungs-, Überlieferungs- und Wirkungsgeschichte des Textes dar und beinhaltet einen Überblickskommentar sowie, im sogenannten Stellenkommentar, Erläuterungen von Namen, Begriffen, Fremdwörtern, und Zitaten. Diese Erläuterungen werden in der Regel im Rahmen von kritischen Editionen innerhalb des Apparats veröffentlicht, es gibt aber auch separate Erläuterungsbände.

## Begriffs- und Sachgeschichte

### Antike und Mittelalter
Die lange Tradition des philologischen Kommentars hängt mit der Entwicklung der Philologie überhaupt zusammen. Wie Literaturwissenschaft und Philologie in der Tradition der theologischen Hermeneutik und Exegese stehen, so gilt dies insbesondere auch für die literaturwissenschaftliche Kommentierung.
Bereits im Altertum gab es Kommentare, das heißt erläuternde Schriften, zu religiösen, philosophischen, astronomischen, medizinischen und auch literarischen Texten. Das Wort „Kommentar“ geht zurück auf lateinisch commentarius, abgeleitet von lateinisch commentus („das ins Gedächtnis gerufene“), dem Partizip Perfekt von comminisci („sich etwas ins Gedächtnis rufen“), als Lehnübersetzung von gleichbedeutendem altgriechischem ὑπόμνημα  (hypómnēma). Hypomnema ist im altgriechischen zunächst eine unspezifische Bezeichnung für Prosatexte.
Noch in römischer Zeit bezeichnen commentarius liber („Kommentarbuch“), commentarium volumen („Kommentarband“) eine Vielzahl ganz unterschiedlicher Schriften. Ein Beispiel dafür, welche Bedeutung das Wort commentarius je nach Kontext annehmen konnte, ist die Verwendung durch Cicero: Cicero bezeichnet damit amtliche Schriftstücke, aber auch wissenschaftliche Abhandlungen und die Sammlung von Denkwürdigkeiten zur Unterstützung des Gedächtnisses. In dieses letztere Bedeutungsfeld der Denkschriften sind auch Cäsars „commentarii de bello gallico“ einzuordnen.
Standen anfangs vor allem Gesetzestexte und heilige Schriften im Fokus der wissenschaftlichen Kommentierung, setzt sich im dritten Jahrhundert nach Christus, seit den alexandrinischen Philologen die Bezeichnung commentarius allgemein für Inhaltsangaben, Bedeutungserklärungen und Auslegungen älterer poetischer, politischer, philosophischer, rhetorischer oder allgemein wissenschaftlicher Texte durch.
Kommentare zu literarischen oder philosophischen Werken wurden als Untersuchung, Traktat, Essay, oder Quaestio veröffentlicht. Dabei spielte es in der Antike und der Renaissance keine Rolle, ob der Kommentar eigenständig, oder im Rahmen einer Edition des Textes publiziert wurde. Vergleichbar mit dem heutigen Stellenkommentar ist die Glosse, welche seit der Antike als Kommentierungsform zu autoritativen Texten, insbesondere zur Bibel, Erklärungen bzw. Übersetzungen von Einzelworten liefert. Das Scholion dagegen erläutert den Text in sprachlicher, semantischer, stilistischer, rhetorischer, metrischer und poetologischer Hinsicht. Die Schulen von Antiochia und Alexandria konkurrierten in Fragen der biblischen Hermeneutik. Die Kommentare etwa Basilius des Großen, Gregors von Nazianz, des später als Nestorianer verurteilten Theodors von Mopsuestia oder des Johannes Chrysostomus orientierten sich überwiegend am sprachlichen, historischen und moralischen Sinn. Einflussreich durch die Anwendung der allegorischen Auslegungsmethode wurden aber die gelehrten Bibelkommentare des Clemens von Alexandria und des Origenes. Letztlich setzte sich die allegorische Methode und die Lehre vom vierfachen Schriftsinn durch. Vielfältige Bezeichnungen werden in Antike und Mittelalter für Kommentare der christlichen Bibelexegese verwendet, z. B.: commentarius (-um), glossa (-ula), elucidatio (-arium), enaratio, explanatio, explicatio, expositio. In Byzanz: Katene. Bibelkommentare finden sich ferner unter unspezifischen Titeln wie dialogus, disputatio, epistola, homilia, liber, postilla, quaestio, sermo, tractatus mit jeweiligem Hinweis auf die erläuterten biblischen Bücher. Dazu treten die Kommentare zu den Sentenzen des Petrus Lombardus sowie eine umfangreiche Kommentarliteratur zu den einzelnen Büchern des Kirchenrechts, etwa des Decretum Gratiani, des Liber Extra und des Liber Sextus. Die Kommentarliteratur macht einen erheblichen Teil der lateinischen Literatur des Mittelalters und der Neuzeit aus. Unter den Kommentatoren befinden sich bedeutendste Wissenschaftler und Theologen wie Ambrosius von Mailand, Hieronymus, Augustinus von Hippo, Hilarius von Poitiers, Cassiodorus, Gregor der Große, Beda Venerabilis, Hrabanus Maurus, Bernhard von Clairvaux, Albertus Magnus, Thomas von Aquin, Johannes Duns Scotus, um nur einige der wichtigsten zu benennen.

### Renaissance
In der humanistischen Philologie der Renaissance entstanden im Zuge der Rückbesinnung auf die Antike viele Kommentare zu antiken Schriften, insbesondere zu Texten des Aristoteles, des Cicero, des Ovid und des Vergil. Daneben gewinnt in der Renaissance der volkssprachliche, das heißt: nichtlateinische Kommentar zu den Schriften der großen Nationalautoren an Bedeutung. Zwar ist die Mehrzahl der während der Renaissance verfassten Kommentare in der universellen Wissenschaftssprache Latein abgefasst, besonders die Kommentare zu antiken Texten. Als man aber der volkssprachlichen Dichtung, insbesondere der Göttlichen Komödie Dantes, den gleichen künstlerischen Rang einräumte, begann man, auch in der Volkssprache zu kommentieren.
Die lateinischen und die volkssprachlichen Kommentare unterscheiden sich grundlegend voneinander, weil sie auf ein unterschiedliches Publikum abzielen. Dafür ist die Kommentierung des Lob der Torheit des Erasmus von Rotterdam ein Beispiel: Der deutschsprachige Kommentar von Sebastian Franck richtet sich an ein Lesepublikum, das Latein nicht versteht, also an ein humanistisch nicht gebildetes Publikum. Er bezieht sich daher oftmals auf zeitgenössische Erfahrungen, hält sich mit Bemerkungen zur sprachlichen Gestaltung weitgehend zurück und verlegt den Schwerpunkt der Kommentierung vielmehr auf die Deutung der moralischen Ebene des Textes.
In der Renaissance wurden vor allem einzelne Textstellen oder ganze Passagen ausgedeutet. Die Formenvielfalt der Kommentare ist im Humanismus am größten. Zahlreiche verschiedene, zum Teil nicht klar voneinander abzugrenzende Begriffe für Kommentare bezeugen dies: Interpretatio („Auslegung“), Ennarratio („Erörterung“), Expositio („Darlegung“), Explicatio („Erklärung“), Adnotationes („Anmerkungen“), Glossae, Scholia. Die sachlichen Anmerkungen der humanistischen Kommentare geben über mythologische Erklärungen hinaus oftmals philosophische, naturwissenschaftliche, historische, geographische und astrologische Erläuterungen.
Neben diesem enzyklopädischen Anspruch beruht eine Besonderheit der humanistischen Kommentare darin, dass sie den antiken Text oftmals recht persönlich mit der eigenen Lebensrealität, mit den eigenen Erfahrungen des Kommentators verknüpfen: Unterschieden wurden der kurze Kommentar (commentarius brevis, commentarius contractus), der vorrangig der sachlichen Erläuterung dient, und der lange Kommentar (commentarius diffusus), in dem der Kommentator eigenes Wissen und eigene Erfahrungen beiträgt sowie moderne Beispiele und Beobachtungen der zeitgenössischen Gesellschaft zur Erläuterung heranzieht.
Diese literarische Kommentierung begann zunächst vor allem als wertende Literaturkritik. In dieser Tradition steht noch heute der journalistische Literaturkommentar, der vor allem eine Wertung enthält.
Seit der zweiten Hälfte des 16. Jahrhunderts bemühten sich Kommentatoren um eine rationale Interpretation des Textes.

### Neuzeit
Im 19. Jahrhundert zielte der Kommentar zunehmend auf wissenschaftliche Interpretation ab. In der Mitte des 19. Jahrhunderts wurde der Kommentar bewusst aus den textkritischen Editionen ausgegliedert. Damit sollte der unterschiedliche Status von Textkritik und Kommentar ausgedrückt werden: Der Textkritik wurde ein höheres Maß an Wissenschaftlichkeit bescheinigt, wohingegen der Kommentar, auch aufgrund seiner beschränkten Gültigkeitsdauer, als zweifelhafter angesehen wurde.
Zu Beginn des 20. Jahrhunderts wurde der Kommentar einer grundsätzlichen wissenschaftlichen Kritik unterzogen. Es verbreitete sich die Auffassung, dass ein Kommentar einen bestimmten Adressatenkreis ansprechen müsse, und dass die Kommentierungsweise sich an den Kenntnissen und Unkenntnissen dieses Leserkreises zu orientieren habe. Die wissenschaftliche Kritik am Kommentar führte dazu, dass der Kommentar, entgegen der langen europäischen Tradition wissenschaftlicher Kommentare, zum Teil gar als unwissenschaftlich verworfen wurde – man hielt die Arbeit des Kommentators für einen subjektiven Eingriff in den Text, der den als objektiv angesehenen Inhalt des Texts verfälsche und die Interpretationen durch eine willkürliche Vorentscheidung des Kommentators verenge.
Erst seit den 1970er Jahren, nachdem verstärkt eine methodische Reflexion über die wissenschaftlichen Grundlagen des Kommentierens einsetzte, gilt der Kommentar in der germanistischen Literaturwissenschaft als anerkannter Gegenstand wissenschaftlicher Editionen. Seitdem erscheinen Kommentare oftmals im Rahmen von textkritischen Editionen, in Studienausgaben und in kommentierten historisch-kritischen Ausgaben als Anmerkungsteil. Es haben sich aber auch separate Kommentarreihen erhalten, wie etwa Reclams Erläuterungen und Dokumente oder der historisch-kritische Nietzsche-Kommentar.

## Aufgaben und Inhalt des Kommentars
Der literaturwissenschaftliche Kommentar soll dem Leser die Erschließung des Textes ermöglichen. Es wird heute nicht als seine Aufgabe angesehen, eine Interpretation des Textes zu liefern.
Für die Texterschließung sollte der Kommentar möglichst alle Informationen angeben, die relevant dafür sind, den Text in seinem Kontext und in seiner Geformtheit zu verstehen.
Das Missverstehen oder Nichtverstehen eines Textes ist oftmals bedingt durch die historische oder kulturelle Distanz des Lesers zum Autor. Diese sogenannte Horizontdifferenz, die Differenz von Wissen und Wertungen des Autors und des Lesers, soll durch den Kommentar soweit verringert werden, dass ein Verstehen des Textes möglich ist.
Als kommentierungswürdig gelten im Allgemeinen sprachliche, eventuelle metrische Eigentümlichkeiten des Textes. Darüber hinaus enthält ein Kommentar Worterklärungen (sofern die historische Bedeutung eines Wortes von der heute üblichen abweicht), Sacherklärungen zu den im Text vorkommenden Begriffen (sofern davon auszugehen ist, dass diese Erklärungen dem Leser nicht geläufig sind), außerdem Informationen zum biographischen und historischen Entstehungskontext (wie etwa Selbstaussagen des Autors) und Informationen zur Wirkungsgeschichte des Textes.
Auch bei geringer historischer Distanz zwischen Autor und Leser kann ein Text aufgrund seiner poetischen Eigenart hermetisch, schwer zugänglich sein. So kann die Lektüre etwa symbolistischer Gedichte durch einen Kommentar bereichert werden – auch dann, wenn dem Leser alle Worte in ihrer Bedeutung bekannt sind, weil viele der dort auftauchenden Symbole und Anspielungen nur mit einem breiten Hintergrundwissen zugänglich sind.
Wo Schriftsteller idiosynkratisch ein Wort anders als üblich verwenden, kann die Kenntnis der Verwendungsweise in anderen Texten desselben Autors verständnisfördernd sein. Daher sind auch Verweise auf solche Parallelstellen kommentierungswürdig. Ebenso kann die Verarbeitung fremder Texte oder Textbestandteile eine spezifische Aussage enthalten. Deswegen werden auch sogenannte intertextuelle Bezüge zu anderen (literarischen) Werken (wie etwa markierte oder unmarkierte Zitate, Plagiate, Parodien, Kontrafakturen, oder Anspielungen), im literaturwissenschaftlichen Kommentar erwähnt.
Die spezifischen Aufgaben eines jeden Kommentars richten sich auch nach der (vermuteten) Lesergruppe. Kommentare, die sich an Schüler oder an ein breiteres Lesepublikum richten, beinhalten vor allem Einzelerklärungen unklarer Worte oder Stellen, während Angaben zur Rezeptionsgeschichte in wissenschaftlichen Ausgaben relevanter sind.
Da der Kommentierungsbedarf vom Horizont des Lesers abhängt, veralten Kommentare regelmäßig: Stellen, die bisher als unproblematisch galten, können unklar werden, weil sich mit der Zeit der Horizont der Leser, ihr Wissen, ihre Wertungen und ihre Gewohnheiten verändern.

## Methodische Probleme

### Abgrenzung zur Interpretation
Ein Kommentar kann die Rezeption, die Wahrnehmung eines Textes grundlegend beeinflussen. Daher wird es als wissenschaftliches Ideal angesehen, den Kommentar so weit wie möglich frei von willkürlicher Interpretation zu halten. Der wissenschaftliche Kommentar gibt aber den Stand der wissenschaftlichen Diskussion wieder und stellt dar, welche Interpretationsansätze in der literaturwissenschaftlichen Forschung vertreten werden.
Dem Ideal der Interpretationsfreiheit steht entgegen, dass bereits die Auswahl der Lemmata, das heißt die Entscheidung darüber, welche Stellen als kommentierungswürdig angesehen werden, eine interpretierende Entscheidung benötigt. Diese hängt vom Horizont des Herausgebers und von Annahmen über den Horizont des Lesers ab. Das kann besonders bei der Kommentierung von Anspielungen und Parallelstellen richtungsweisenden Einfluss auf die Rezeption des Textes haben.
Editorische Abwägungen, die nicht völlig frei von subjektiven Entscheidungen und Wertungen sind, könnten bei der Kommentierung von Anspielungen erforderlich sein: mitunter ist es von der Einschätzung des Lesers abhängig, ob er eine Stelle als Anspielung auf einen anderen Text ansieht. Der Kommentar beschränkt sich hier auf Informationen, deren Quellen sich, beispielsweise aus der Kenntnis des Nachlasses oder der Briefe des Autors, nachweisen lassen. Informationen, die sich nur durch Interpretation des Textes gewinnen lassen, sollten im Kommentar vermieden werden.

### Intertextualität
Ein weiteres methodisches Problem ergibt sich bei der Kommentierung der Intertextualität des Textes. Da niemand die gesamte Literatur kennt, kann methodisch nicht gewährleistet werden, dass die Kommentierung der intertextuellen Bezüge vollständig ist. Die Aussagekraft des Kommentars ist hier immer durch die Belesenheit des Kommentators begrenzt.
Da die Autorintention die maßgebliche Richtschnur für die Entscheidungen des Herausgebers ist, kommt auf ihn das methodische Problem zu, zwischen beabsichtigten und unbeabsichtigten Zitaten zu unterscheiden. Zwar können beabsichtigte Zitate oftmals als solche identifiziert werden. Es ist dagegen nahezu unmöglich, zu zeigen, dass ein Zitat nicht vom Autor bewusst als solches intendiert ist. Aus einem ähnlichen Grund kann es auch ungewiss sein, ob es sich bei einer Beobachtung tatsächlich um ein Zitat, oder aber um eine nur zufällige Übereinstimmung zweier Texte handelt, da letzteres in der Regel nur schwer beweiskräftig auszuschließen ist.

## Beispiele

### Szenenausschnitt aus Georg Büchners Drama „Woyzeck“
Die Kommentierung eines Szenenausschnitts aus Georg Büchners Drama „Woyzeck“ kann die Funktion und Wirkung des literaturwissenschaftlichen Kommentars beispielhaft illustrieren. Folgender kurzer Szenenausschnitt enthält viele unklare, missverständliche Stellen:

„Buden. Volk.

Marktschreier vor einer Bude.

Meine Herren! Meine Herren! Sehn sie die Kreatur, wie sie Gott gemacht, nix, gar nix. Sehen Sie jetzt die Kunst, geht aufrecht hat Rock und Hosen, hat ein Säbel! Ho! Mach Kompliment! So bist baron. Gieb Kuß! (er trompetet) Michel ist musikalisch. Meine Herren hier ist zu sehen das astronomische Pferd und die kleinen Kanaillevögele. Ist favori von alle gekrönte Häupter. Die rapräsentation anfangen! Man mackt Anfang von Anfang.“

Der Kommentarteil der Marburger Ausgabe erklärt Wörter und Wortgruppen, die möglicherweise unklar sind:

„die Kreatur, wie sie Gott gemacht d.h. im natürlichen Zustand, unbekleidet, nackt. Im Sinne des international verbreiteten Sprichworts «Kleider machen Leute» […] ist das nackte Tier noch gar nix. Es handelt sich bei Michel, den der Marktschreier hier vorstellt, vmtl. um einen Affen, wie aus ein Pferd, ein Aff, ein Canaillevogel. Der Aff' ist schon ein Soldat hervorgeht.“

Wo der Sprachgebrauch zu Büchners Zeit vom heutigen stark abweicht, wird auf den historischen Sprachgebrauch verwiesen, wobei Wörterbücher aus Büchners Zeit herangezogen werden:

„Kompliment «aus dem Franz. Compliment, eigentlich eine Verbeugung aus Ehrfurcht oder Hochachtung. In weiterer Bedeutung, ein Gruß mit einer Verbeugung. In noch weiterem Sinne, ein jeder Gruß»“

„baron Mann von Adel, der sich zu benehen weiß. «Baron» ist auch im deutschen seit dem 17. Jahrhundert – aus dem frz. «baron», das der Marktschreier benutzt, bzw. dem ital. «barone» – gängig und bezeichnet die Klasse des niederen Adels zwischen den Grafen und den einfachen Edelleuten, entspricht dem deutschen «Freyherren».“

Außerdem werden Vorbilder aus der Realität oder aus der Literatur benannt:

„(er trompetet) Michel ist musikalisch das Affen-Theater war eine beliebte Attraktion auf volkstümlichen Festen und in Vergnüngungsparks. Seit dem Mittelalter gab es keinen vagirenden Gaukler mehr, der nicht einen afrikanischen Affen mit sich geführt hätte. Eine Art systematische Dressur aber kam erst im 18. Jahrhundert auf. […]“

„mackt imitiert französische Aussprache, so wie in Raimunds am 20. Feb. 1834 aufgeführte Komödie «Der Verschwender»: «Mackt mir der Fenster auf, daß ich der Landschaft kann betrachten. […] Ha! der Kirchhof macken sich dort gut.»“

Diese Informationen dienen zunächst dem Wortverständnis unklarer Stellen. Darüber hinaus geben sie aber auch Hinweise auf die Interpretation und beugen etwaigen Fehlinterpretationen vor: Durch die Angabe, welchem Kontext bestimmte Worte entstammen, oder gar – wie im vorletzten Beispiel – bestimmte gestalterische Elemente des Textes (in diesem Fall die Idee für die ganze Szenerie), wird der Spielraum für interpretatorische Spekulationen auf den historischen Kontext verengt.

### Hugo von Hofmannsthals „Ein Traum von großer Magie“
Ein Beispiel dafür, dass ein Kommentar nicht nur unklare Stellen klärt, sondern auch die Interpretation durch Angabe von literarischen Bezügen bereichern kann, ist der Kommentar zu einem Gedicht von Hugo von Hofmannsthal:
Ein Traum von großer Magie

Viel königlicher als ein Perlenband

Und kühn wie junges Meer im Morgenduft,

So war ein großer Traum, wie ich ihn fand.

Durch offene Glastüren ging die Luft.

Ich schlief im Pavillon zu ebner Erde

Und durch vier offne Türen ging die Luft

Und früher liefen schon geschirrte Pferde

Hindurch und Hunde eine ganze Schar

An meinem Bett vorbei. Doch die Gebärde

Des Magiers, des ersten, großen war

Auf einmal zwischen mir und einer Wand

Sein stolzes Nicken, königliches Haar.

Und hinter ihm nicht Mauer: es entstand

Ein weiter Prunk von Abgrund, dunklem Meer

Und grünen Matten hinter seiner Hand.

Er bückte sich und zog das Tiefe her.

Er bückte sich, und seine Finger gingen

Im Boden so, als ob es Wasser wär.

Vom dünnen Quellenwasser aber fingen

Sich riesige Opale in den Händen

Und fielen tönend wieder ab in Ringen.

Dann warf er sich mit leichtem Schwung der Lenden,

Wie nur aus Stolz, der nächsten Klippe zu,

– An ihm sah ich die Macht der Schwere enden.

In seinen Augen aber war die Ruh

Von schlafend- doch lebendgen Edelsteinen

Er setzte sich und sprach ein solches Du

Zu Tagen, die uns ganz vergangen scheinen,

Daß sie herkamen trauervoll und groß:

Das freute ihn zu Lachen und zu Weinen.

Er fühlte traumhaft aller Menschen Los

So wie er seine eignen Glieder fühlte.

Ihm war nichts nah und fern, nichts klein und groß.

Und wie tief unten sich die Erde kühlte

Das Dunkel aus den Tiefen aufwärts drang,

Die Nacht das Laue aus den Wipfeln wühlte

Genoß er allen Lebens großen Gang

So sehr, daß er in großer Trunkenheit

So wie ein Löwe über Klippen sprang.

[…]

Cherub und hoher Herr ist unser Geist,

Wohnt nicht in uns, und in die obern Sterne

Setzt er den Stuhl und läßt uns viel verwaist:

Doch Er ist Feuer uns im tiefsten Kerne

– So ahnte mir, da ich den Traum da fand –

Und redet mit den Feuern jener Ferne

Und lebt in mir, wie ich in meiner Hand.
Der Kommentar enthält hier Verweise auf (mögliche) literarische und philosophische Vorbilder sowie auf Bezüge in Hofmannsthals eigenem Werk:

„Elemente des Gedichts gehen wohl auf Hofmannsthals Lektüre der Schriften des dt. Philosophen Arthur Schopenhauer (1788–1860), bes. dessen Versuch über das Geistersehen und was damit zusammenhängt zurück. Zum Motiv der Magie und des Traumes als Inspiration vgl. das Gedicht Kubla Khan des engl. Dichters und Philosophen Samuel T. Coleridge (1772–1834). Zum Traum-Motiv vgl. a. [Hofmannsthals] "Weltgeheimnis". Vgl. Ad me ipsum.
Er bückte sich und […] in Ringen: vgl. das Gedicht Lied und Gebilde im »Buch des Sängers« von Goethes West-östlicher Divan (1814–1819) und [Hofmannsthals] Das Gespräch über Gedichte“

Aus dem Vergleich dieser Bezüge kann man ihre Verarbeitung durch Hofmannsthal erkennen. Die Art und Weise der Verarbeitung kann eine spezifische Aussage für die Interpretation des Gedichts enthalten. Diese vergleichende Perspektive wird erst durch das vom Kommentar bereitgestellte Wissen möglich.